# Pangrumasan
Pangrumasan is een bestuurslaag in het regentschap Garut van de provincie West-Java, Indonesië. Pangrumasan telt 3034 inwoners (volkstelling 2010).